# آنتال پاگر
آنتال پاگر (مجاری: Páger Antal; ۲۹ ژانویهٔ ۱۸۹۹ – ۱۴ دسامبر ۱۹۸۶) یک هنرپیشه اهل مجارستان بود. وی بین سال‌های ۱۹۳۲ تا ۱۹۸۶ میلادی فعالیت می‌کرد.
از فیلم‌ها یا مجموعه‌های تلویزیونی که وی در آن‌ها نقش داشته‌است می‌توان به قصه‌های بوداپست و دکتر اشتوان کوواچ اشاره نمود.
وی در سال ۱۹۶۴ برنده جایزه بهترین بازیگر مرد جشنواره فیلم کن شده‌است.